# Marmota caudata
Marmota caudata là một loài động vật có vú trong họ Sóc, bộ Gặm nhấm. Loài này được Geoffroy mô tả năm 1844.

## Hình ảnh

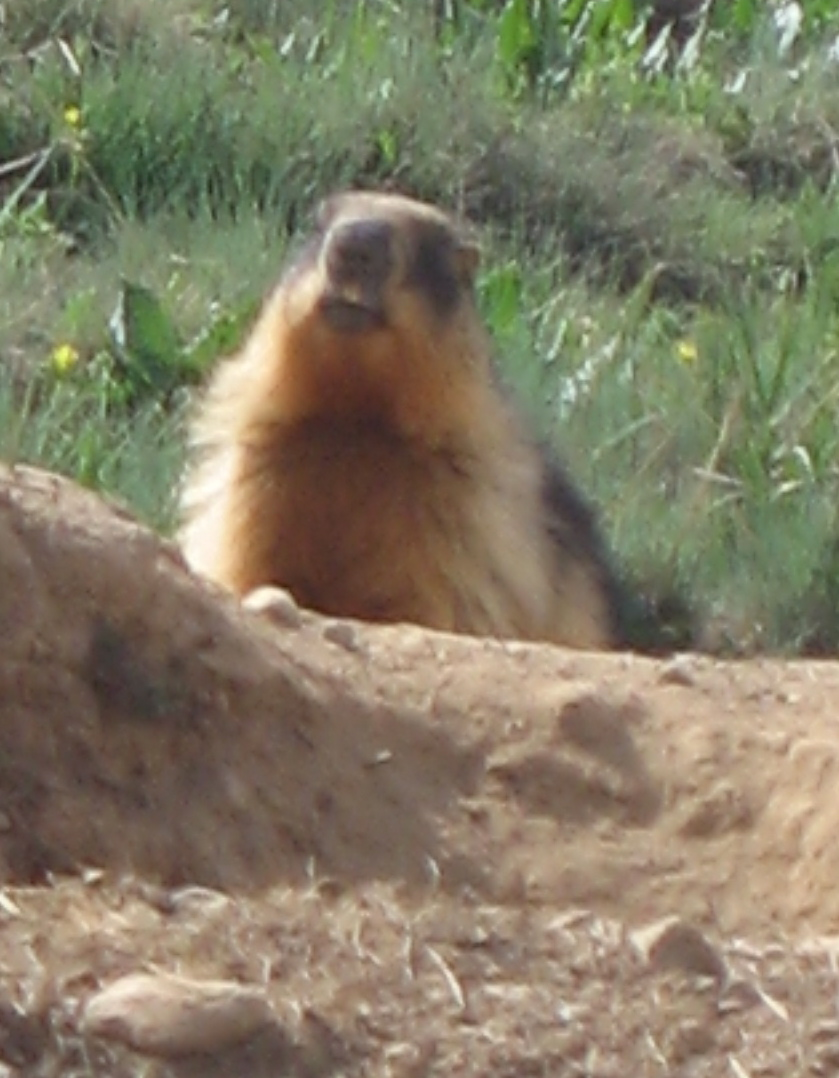
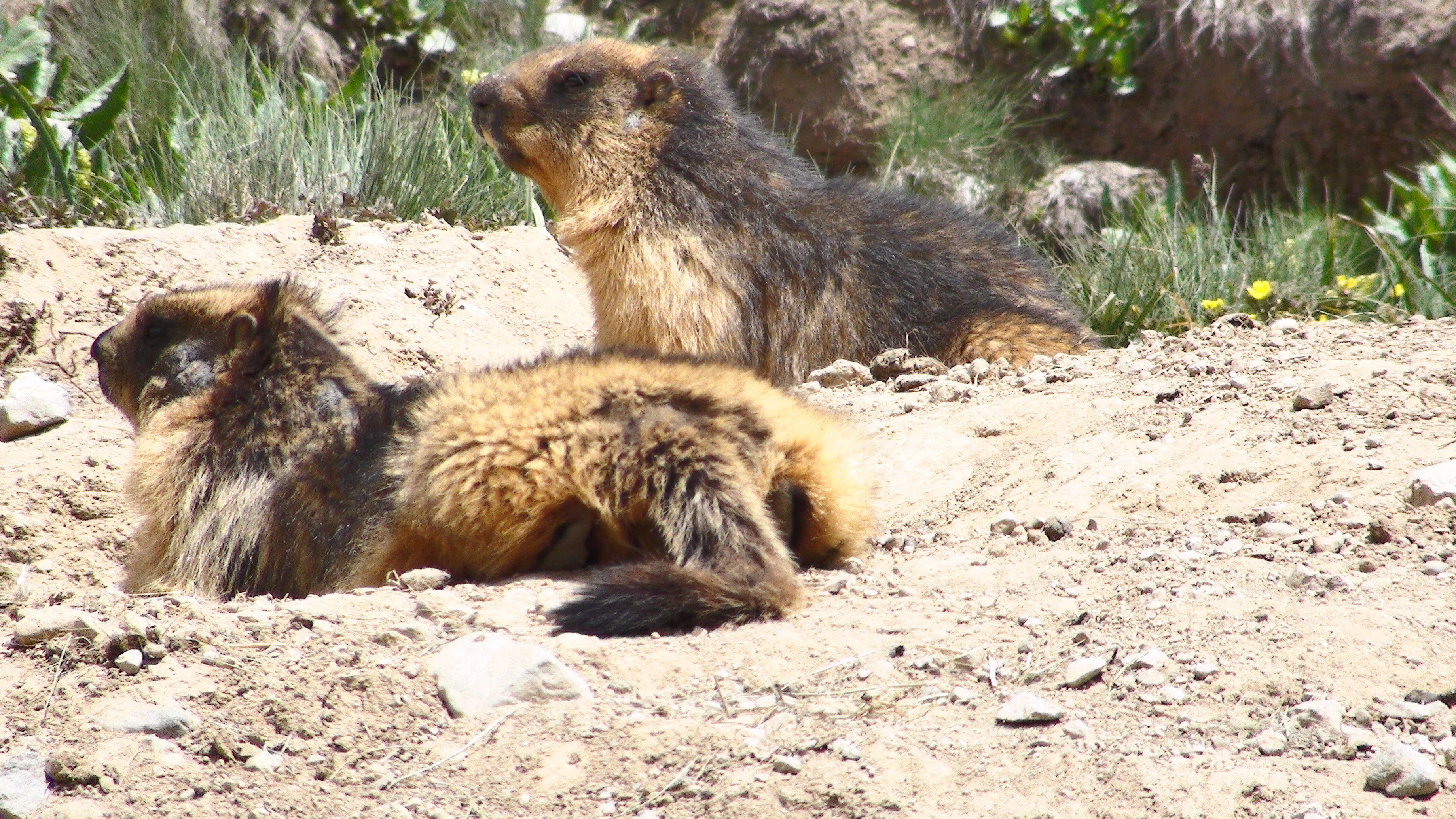
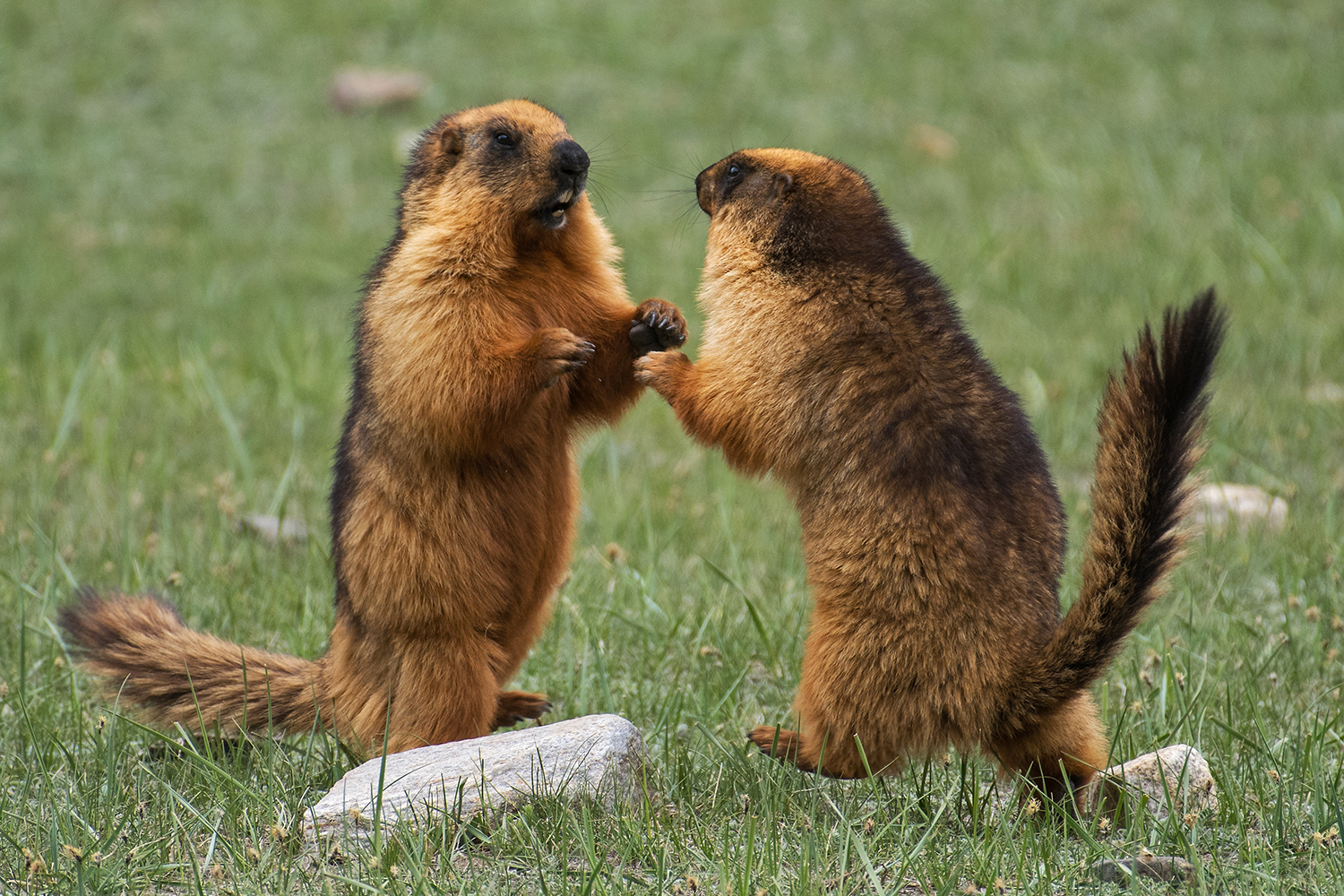